# Route départementale 77b
Pour les articles homonymes, voir Route départementale 77.
La route départementale 77b ou D 77b est une route située en France sur les communes de Pontamafrey-Montpascal et Montvernier, dans le département de la Savoie en région Rhône-Alpes.
Elle permet une liaison directe entre Pontamafrey, située sur les rives de l'Arc, et Montvernier puis Montpascal sur le flanc sud-ouest de la montagne des Coins, en Maurienne.

## Tracé
La majorité du tracé de la route départementale 77b est constituée de 18 virages en lacets très rapprochés les uns des autres et appelés « lacets de Montvernier ». Situés à mi-parcours de la route, ils permettent de franchir la falaise qui sépare les deux localités. Au sommet de la falaise, au bord de la route, se trouve la chapelle de la Balme.
Aussi, pour effectuer une distance orthodromique de 700 mètres, la route s'étend sur une longueur de 3 350 mètres. Dans les lacets, sa largeur est de 4 mètres et sa déclivité moyenne de 7,56 % pour une déclivité maximale de 10 % sur 53 mètres.

## Histoire

### Construction
La construction de la « route des lacets » débute en 1931 mais fait suite à une idée apparue dès l’an 1900 pour désenclaver les villages de Montvernier, Montbrunal et Montpascal.
Le tracé est piqueté par l'ingénieur des ponts et chaussées Boniface Bochet et une entreprise iséroise commence les travaux mais abandonne face aux difficultés après la réalisation des premiers lacets. Remplacée par une entreprise de Saint-Jean-de-Maurienne, les travaux reprennent en mai 1932 et sont entièrement réalisés à la main par 36 ouvriers, seulement aidés d'un camion chargé d'acheminer le ciment depuis Chambéry, le sable étant pour sa part tamisé dans l'Arc et l'empierrement des lacets réalisé manuellement.
La construction de la route s'achève en avril 1933, soit onze mois de travaux pour une quinzaine de lacets réalisés par l’entreprise mauriennaise.

### Usage

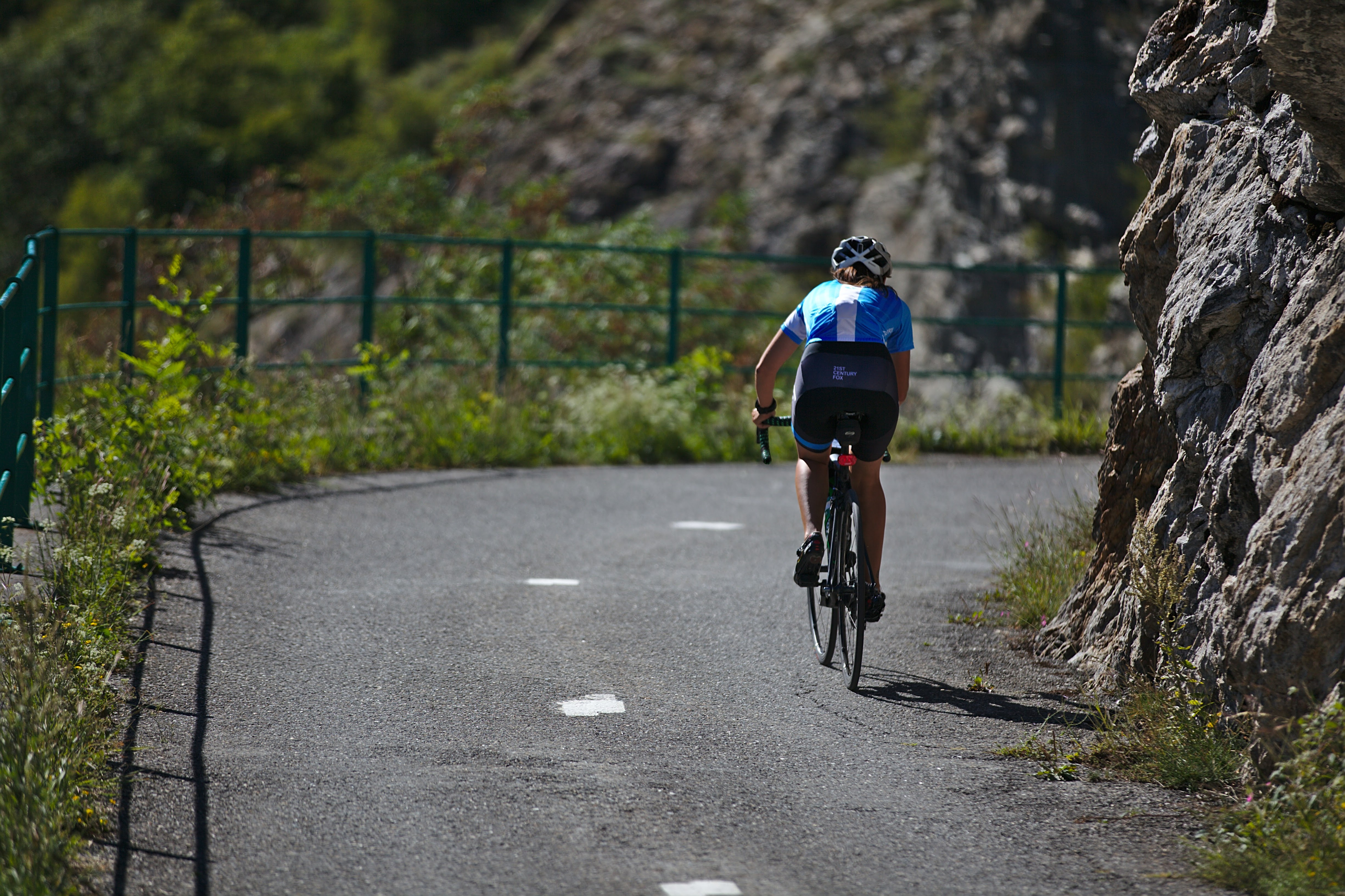
Une cycliste dans les lacets.

La route des lacets de Montvernier, qui remplace un ancien chemin muletier, remplit son rôle de désenclavement de Montvernier et Montpascal en étant fréquemment utilisée par les automobilistes jusque dans les années 1970, qui marquent la construction de la route départementale 77 passant par Le Châtel, plus pratique d'accès.
Le 6 juillet 1945, la route devient site inscrit sous la dénomination « Route d'intérêt commun 77 ». La route montre depuis un usage plus touristique ainsi que sportif avec la fréquentation des cyclistes.
En 1958, une photographie de la route est présentée à l'exposition universelle de Bruxelles, où elle est la plus vendue. Cette photographie a par ailleurs illustré les ouvrages scolaires de géographie pendant une cinquantaine d'années.

## Cyclisme

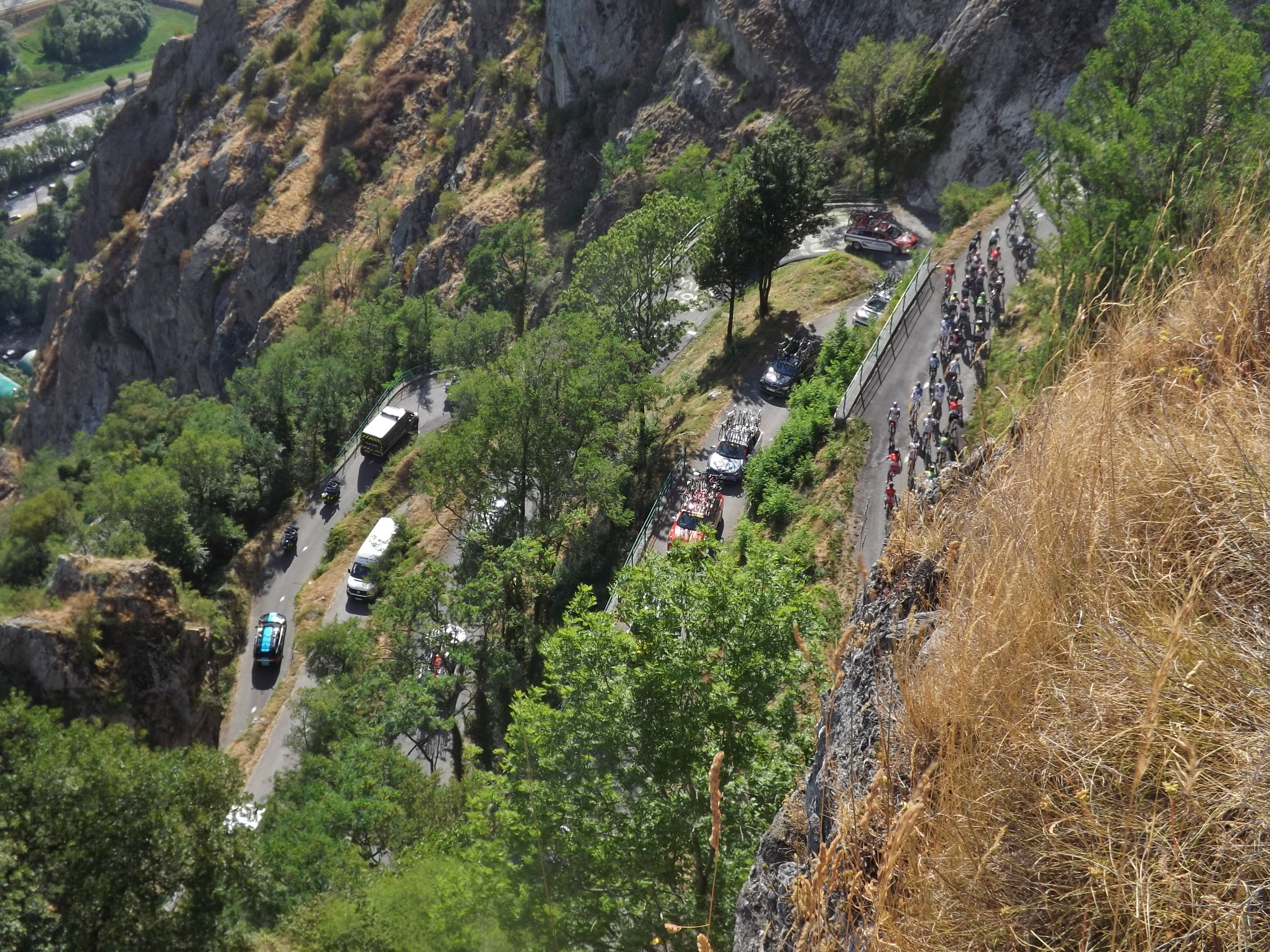
Passage inédit du Tour de France dans les lacets le 23 juillet 2015 lors de la.

Le Tour des Pays de Savoie a emprunté les lacets de Montvernier à trois reprises. La 8e étape du Critérium du Dauphiné a également emprunté ce passage en juin 2015.
Le 23 juillet 2015, la 18e étape du Tour de France (entre Gap et Saint-Jean-de-Maurienne) emprunte pour la première fois les lacets de Montvernier. L'ascension est classée en deuxième catégorie pour le Grand Prix de la Montagne (3,4 km de montée à 8,2 % de moyenne). Fait rare, en raison de l'étroitesse de la route, la présence du public est interdite sur toute la montée. L'ascension est remportée par le coureur français Romain Bardet de l'équipe cycliste AG2R La Mondiale, qui engrange 5 points ainsi que la victoire d'étape quelques minutes plus tard. Il est suivi par le Danois Jakob Fuglsang de l’équipe Astana (3 points), le Français Pierre Rolland de l'équipe Europcar (2 points) et le Colombien Winner Anacona de l'équipe Movistar (1 point).
L'ascension est de nouveau effectuée par le Tour de France 2018 lors de la 12e étape, avec un passage en tête de Pierre Rolland. L'étape est finalement remportée, après un franchissement du col de la Croix-de-Fer, au sommet de L'Alpe d'Huez par Geraint Thomas, pour la deuxième journée consécutive, ce qui lui permet de conforter son maillot jaune.
| Année | Étape | Catégorie | Premier au sommet |
| ----- | ----- | --------- | ----------------- |
| 2022  | 11e   | 2         | Pierre Latour     |
| 2018  | 12e   | 3         | Pierre Rolland    |
| 2015  | 18e   | 3         | Romain Bardet     |

## Galerie

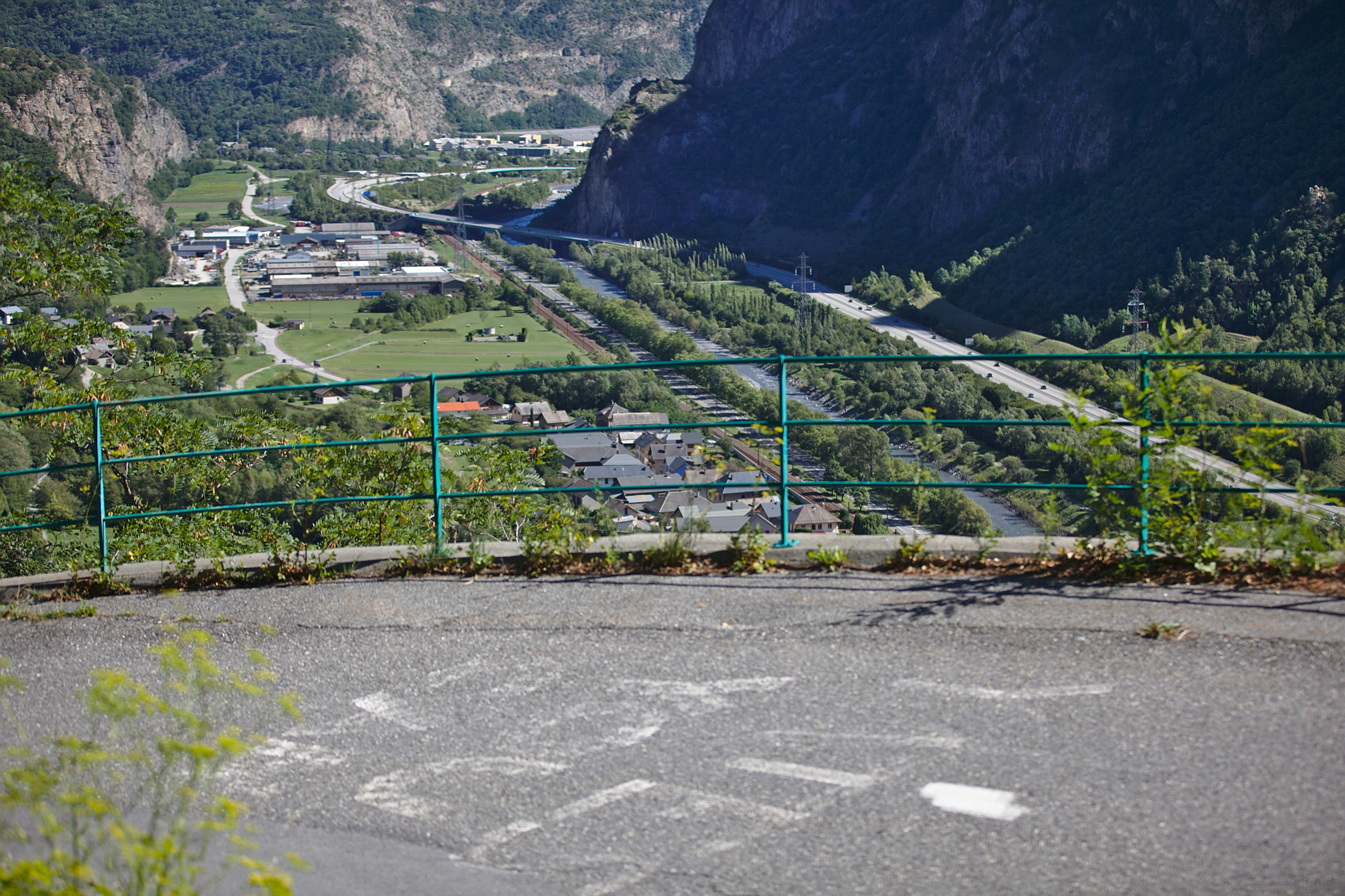
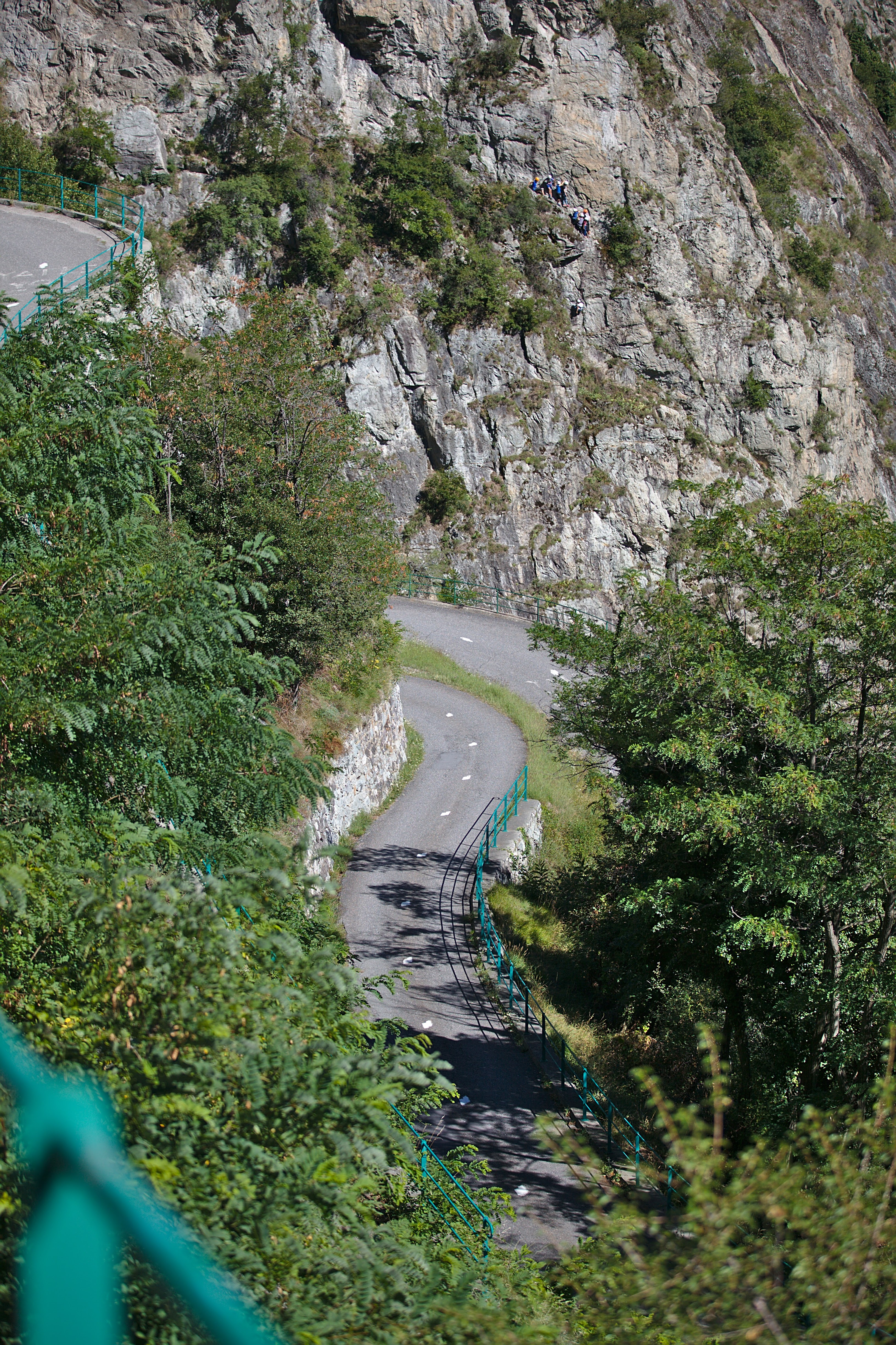
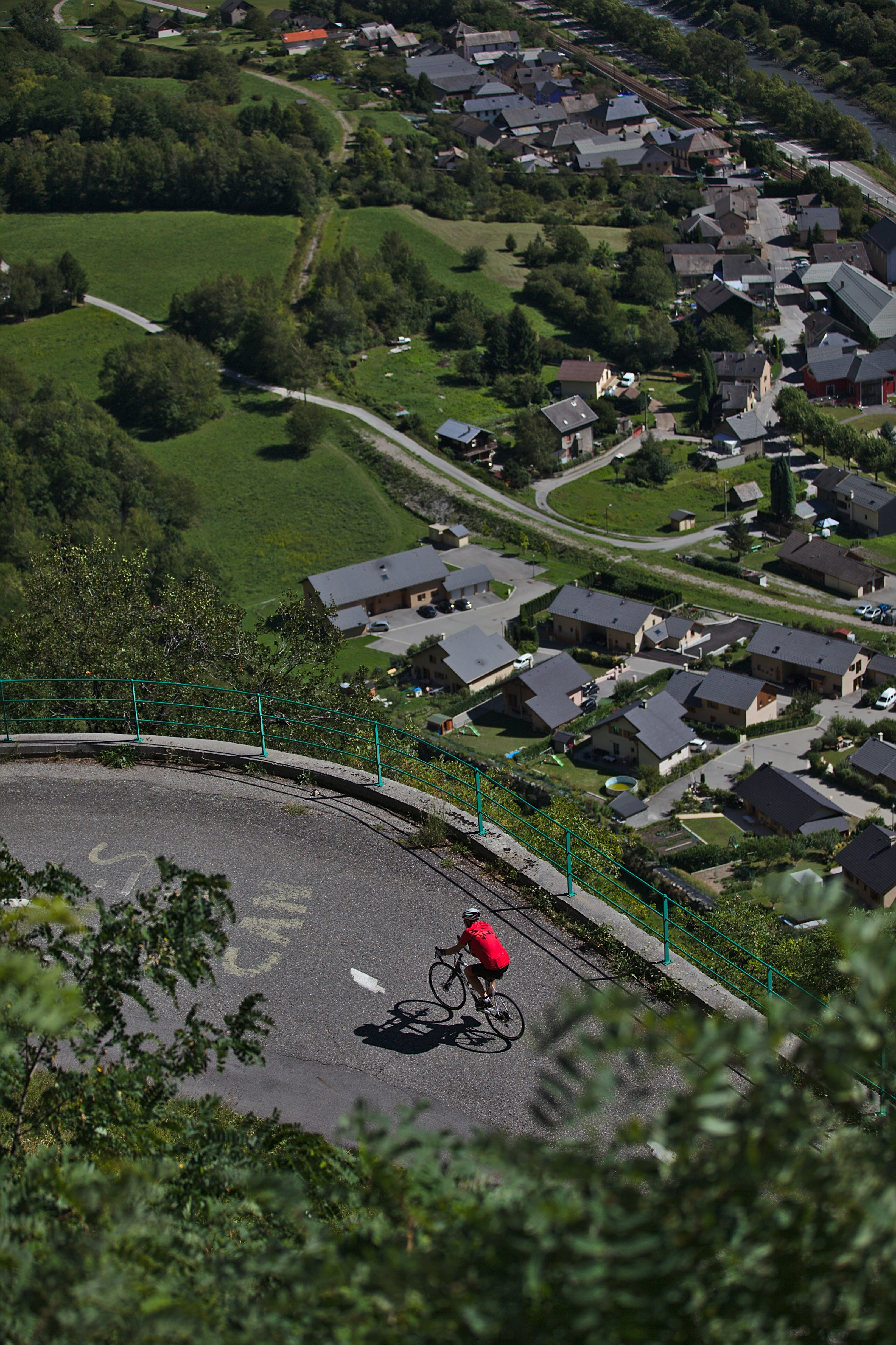
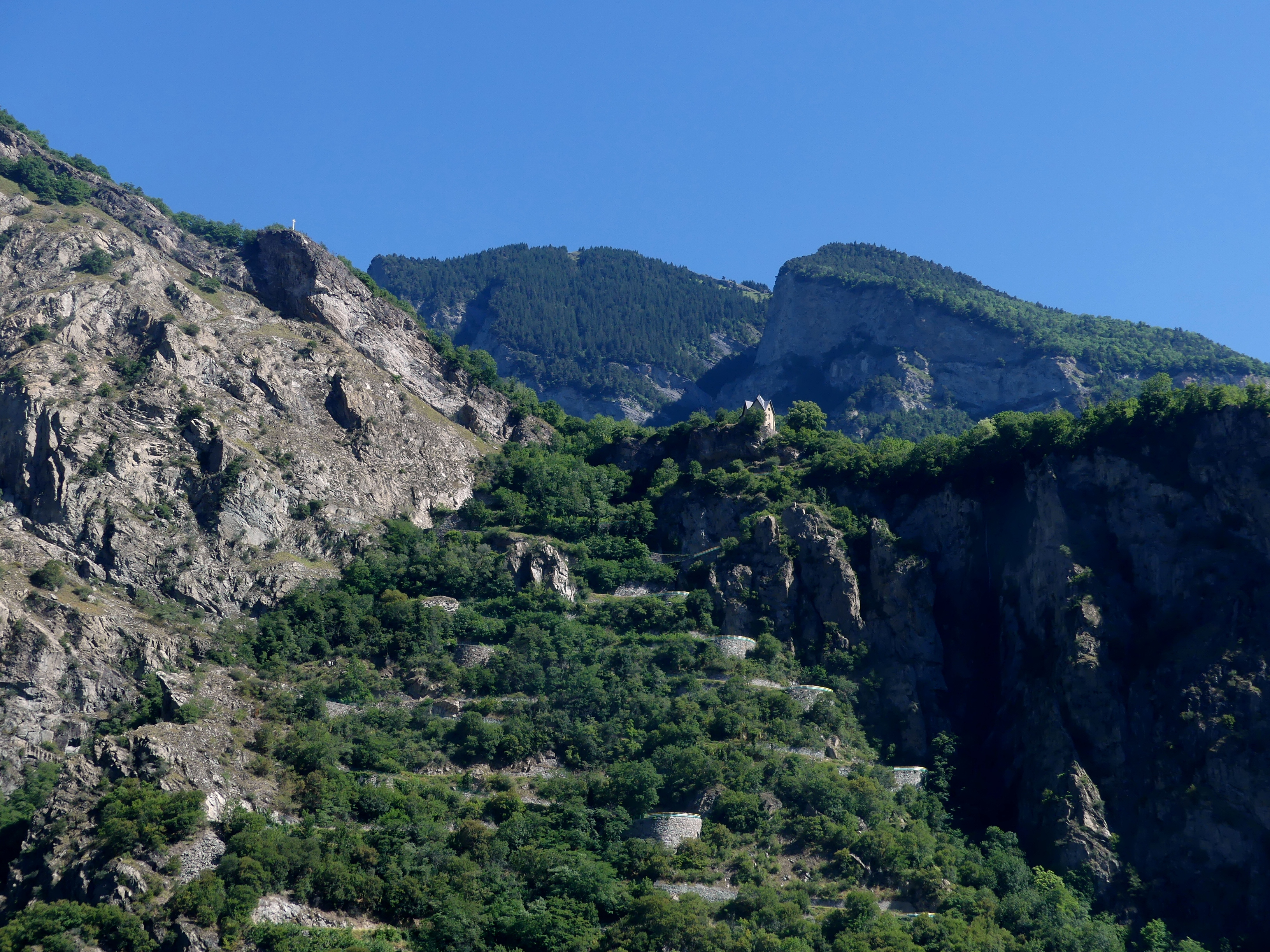